# Systropha norae
Systropha norae är en biart som beskrevs av Patiny 2004. Systropha norae ingår i släktet Systropha och familjen vägbin. Inga underarter finns listade i Catalogue of Life.